# 104 FM (Porto Alegre)
A 104 FM é uma estação de rádio localizada na cidade de Porto Alegre, RS. Pertencente a Rede Pampa de Comunicação, transmite músicas que foram sucessos populares das décadas de 80, 90 e 2000, entre elas sertanejas, românticas, MPB e lambadas.

## História
Começou a operar em 12 de maio de 1989 transmitindo música pop nacional e internacional, gêneros atualmente veiculados pelas rádios Continental FM e a antiga Universal FM. No início, a rádio era denominada FM 104, com sua vinheta de identificação tradicional usada até hoje na emissora.
Em meados do ano de 1996, até 31 de março de 1997, a 104 alterou sua programação e passou a ser chamada de Rádio Mulher, por transmitir somente canções de mulheres da MPB. Em 1 de abril de 1997, dá lugar à Jovem Pan 2, que estava em 100,5 MHz, que em 1 de agosto do mesmo ano iria para a frequência 97,5 MHz, assim, voltava ao ar a Rádio 104 na mesma data.
No início do ano de 1999, passou a transmitir música sertaneja, Bandas de Baile e recentemente tchê music em programa especial chamado Baladão da 104, assim como adotou o sistema de participação dos ouvintes, que solicitam músicas a serem veiculadas na emissora.
No início de fevereiro de 2015, a rádio passou a transmitir também em 101,9 MHz de São Francisco de Paula, frequência na qual era transmitida a Rádio Liberdade. 
Em 3 de março de 2016, a Rádio 104 passou a operar também pelo dial 1020 kHz, até então ocupados pela Rádio Liberdade. Já em março de 2017, deixou a frequência e deu lugar à Rádio Eldorado, regressa dos 97,5 MHz.
Em 2020, a emissora figurava na liderança entre as rádios musicais de Porto Alegre.
Em junho de 2024, a emissora mudou seu gênero de sertanejo universitário para o sertanejo das décadas de 80, 90 e 2000, como os de Zezé Di Camargo & Luciano, Leandro & Leonardo, João Mineiro & Marciano, João Paulo & Daniel, entre outros, e também com sucessos populares de outros ritmos desse mesmo período, como MPB, românticas e lambadas, de artistas como Roberto Carlos, José Augusto, Perla, Gal Costa, Adriana, Fafá de Belém, Fagner, Julio Iglesias, entre outros.